# 富兰克林·德拉诺·罗斯福总统图书馆暨博物馆
富兰克林·德拉诺·罗斯福总统图书馆暨博物馆（英語：Franklin D. Roosevelt Presidential Library and Museum）位于美国纽约州海德帕克，是第32任美国总统（1933至1945年）富兰克林·德拉诺·罗斯福的总统图书馆。这是由国家档案和记录管理局管理的总统图书馆之一。
罗斯福总统图书馆占地16英畝（6.5公頃），这里原为罗斯福的故居，为其家族的私人产业，土地为罗斯福总统和她的母亲所捐赠。总统本人亲自指挥了1939-1940年图书馆的建设工程，1941年6月30日揭幕。